# Cyrestinae
Cyrestinae es una subfamilia de lepidópteros de la familia Nymphalidae.

## Géneros
Tribu Cyrestini
- Cyrestis
- Chersonesia
- Marpesia
  - Marpesia chiron
  - Marpesia eleuchea
  - Marpesia petreus
  - Marpesia zerynthia

Tribu Pseudergolini
- Amnosia
- Dichorragia
- Pseudergolis
- Stibochiona